# Prosenoides diacrita
Prosenoides diacrita là một loài ruồi trong họ Tachinidae.